# Adiantum ornithopodum
Adiantum ornithopodum là một loài dương xỉ trong họ Pteridaceae. Loài này được C. Presl mô tả khoa học đầu tiên năm 1836.